# November 2009
Dit artikel geeft een chronologisch overzicht van belangrijke gebeurtenissen per dag in de maand november van het jaar 2009.

## Gebeurtenissen

### 1 november
- Twee mensen komen om het leven door een rotslawine op het Spaanse eiland Tenerife.
- Zittend Afghaans president Hamid Karzai kan aan zijn tweede ambtstermijn beginnen nadat oppositieleider Abdullah Abdullah, de enige andere kandidaat, zich terugtrekt uit de tweede ronde van de presidentsverkiezingen.

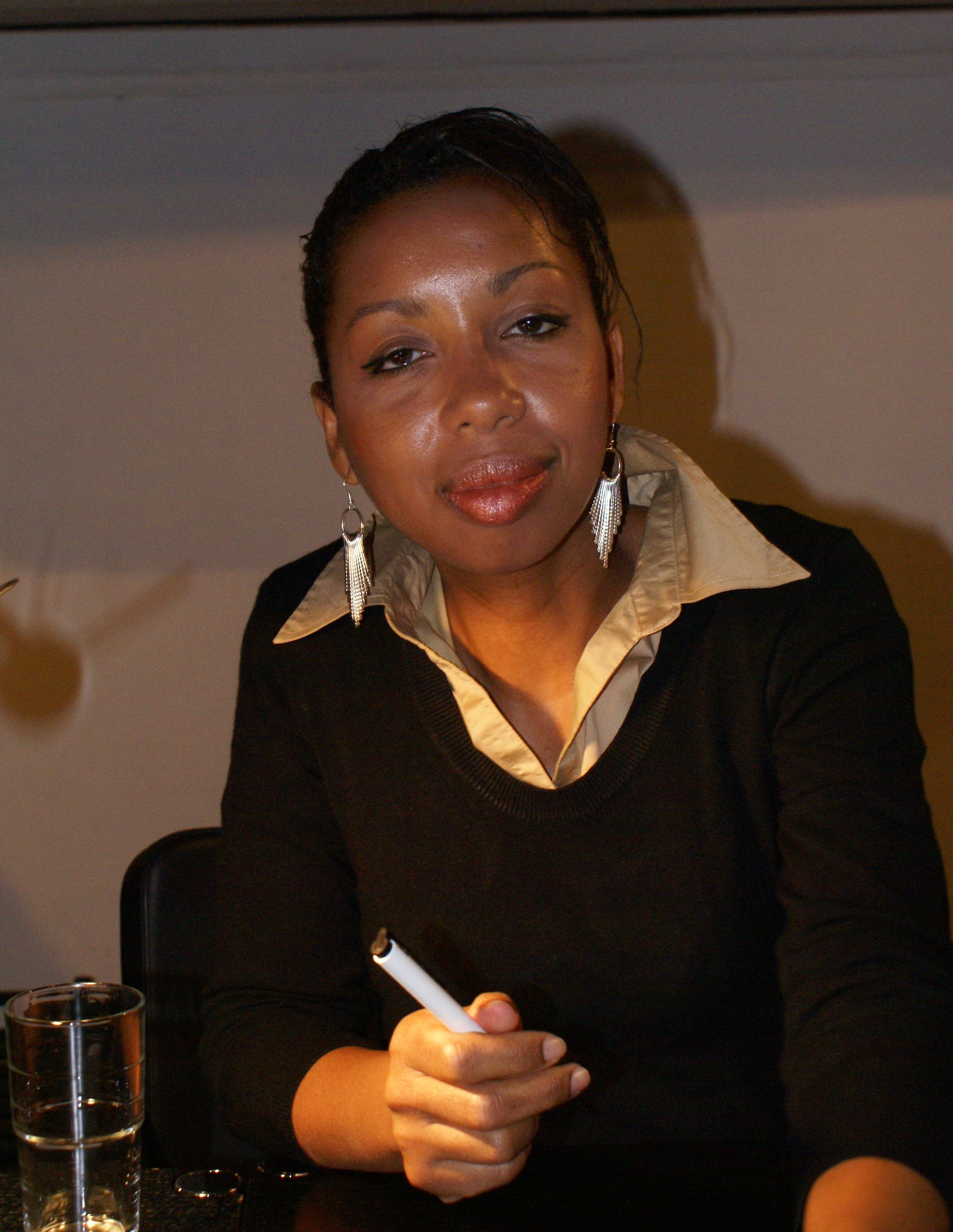
Marie NDiaye

### 2 november
- Bij een zelfmoordaanslag in de Pakistaanse garnizoensstad Rawalpindi komen zeker 35 mensen om het leven. Ongeveer 60 mensen raken gewond.
- De Senegalees-Franse schrijfster Marie NDiaye (42) wint met haar roman Trois femmes puissantes ('drie krachtige vrouwen') de Prix Goncourt, de belangrijkste literaire prijs van Frankrijk.
- Voor de kust van de Cocoseilanden zinkt een schip met veertig asielzoekers. 19 opvarenden worden uit het water gered; de 21 overigen blijven voorlopig vermist.
- De Nederlandse schaatsster Annette Gerritsen wint op het NK afstanden driemaal goud op de korte afstanden. Bij de mannen is Sven Kramer het succesvolst met goud op de 5000 en 10.000 meter.
- Zittend president Armando Guebuza (FRELIMO) wint afgetekend de presidentsverkiezingen in Mozambique. Guebuza haalt volgens de beschikbare resultaten 76% van de stemmen, tegenover 15% voor uitdagend oppositieleider Afonso Dhlakama (RENAMO).

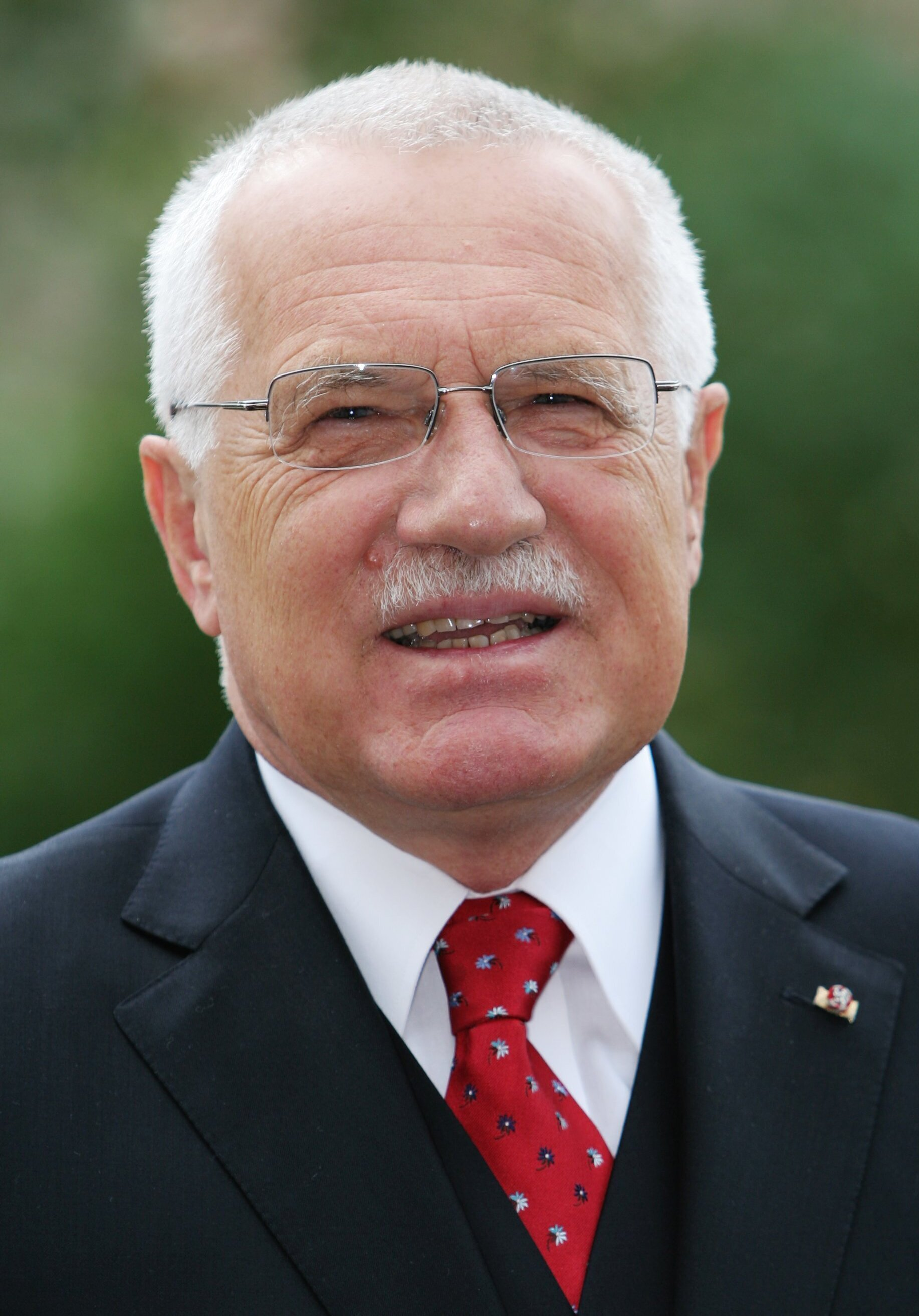
Václav Klaus

### 3 november
- De eurosceptische Tsjechische president Václav Klaus tekent na lang uitstellen het Verdrag van Lissabon. Hiermee is het lange ratificatieproces van het verdrag voltooid.
- Het Europees Hof voor de Rechten van de Mens oordeelt dat het verplicht stellen van crucifixen in Italiaanse openbare scholen in strijd is met het Europees Verdrag voor de Rechten van de Mens en de godsdienstvrijheid.

### 4 november
- Na de aankondiging van Ruud Vreeman af te treden burgemeester van de Nederlandse stad Tilburg, wordt Ivo Opstelten aangewezen als waarnemend burgemeester.

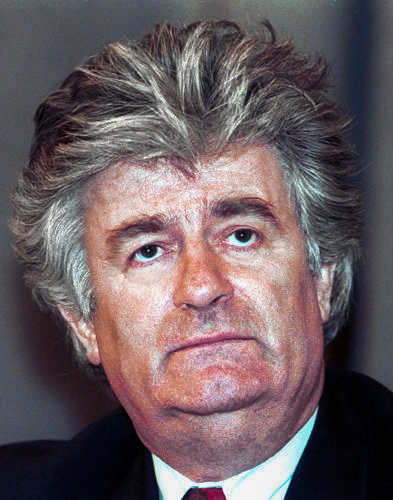
Radovan Karadžić

### 5 november
- De rechtbank op Schiphol spreekt de 21-jarige Colombiaan Marcos G. vrij van betrokkenheid bij een diefstal van 67 diamanten uit een winkel op de luchthaven. De rechtbank vond dat er niet genoeg bewijs was.
- Een Amerikaanse legerpsychiater richt een bloedbad aan op Fort Hood, de grootste militaire basis van de Verenigde Staten. 13 mensen komen om het leven en zeker 31 personen raakten gewond.
- Het Joegoslavië-tribunaal in Den Haag wijst Radovan Karadžić, die terechtstaat wegens zijn misdaden tijdens de Bosnische Oorlog, een advocaat toe en stelt het proces uit tot maart 2010.

### 6 november
- In een kantoorgebouw in het Amerikaanse Orlando (Florida) komt bij een schietpartij, aangesticht door een veertigjarige oud-werknemer, één persoon om het leven, vijf anderen raken gewond.

### 7 november
- Op de Noordelijke Marianen domineert de Republikeinse Partij de gouverneurs- en parlementsverkiezingen. Een tweede ronde is nodig om te bepalen of zittend gouverneur Benigno Fitial (Verbondspartij) of Heinz Hofschneider (Republikeinse Partij) de komende vier jaar de archipel gaat leiden.

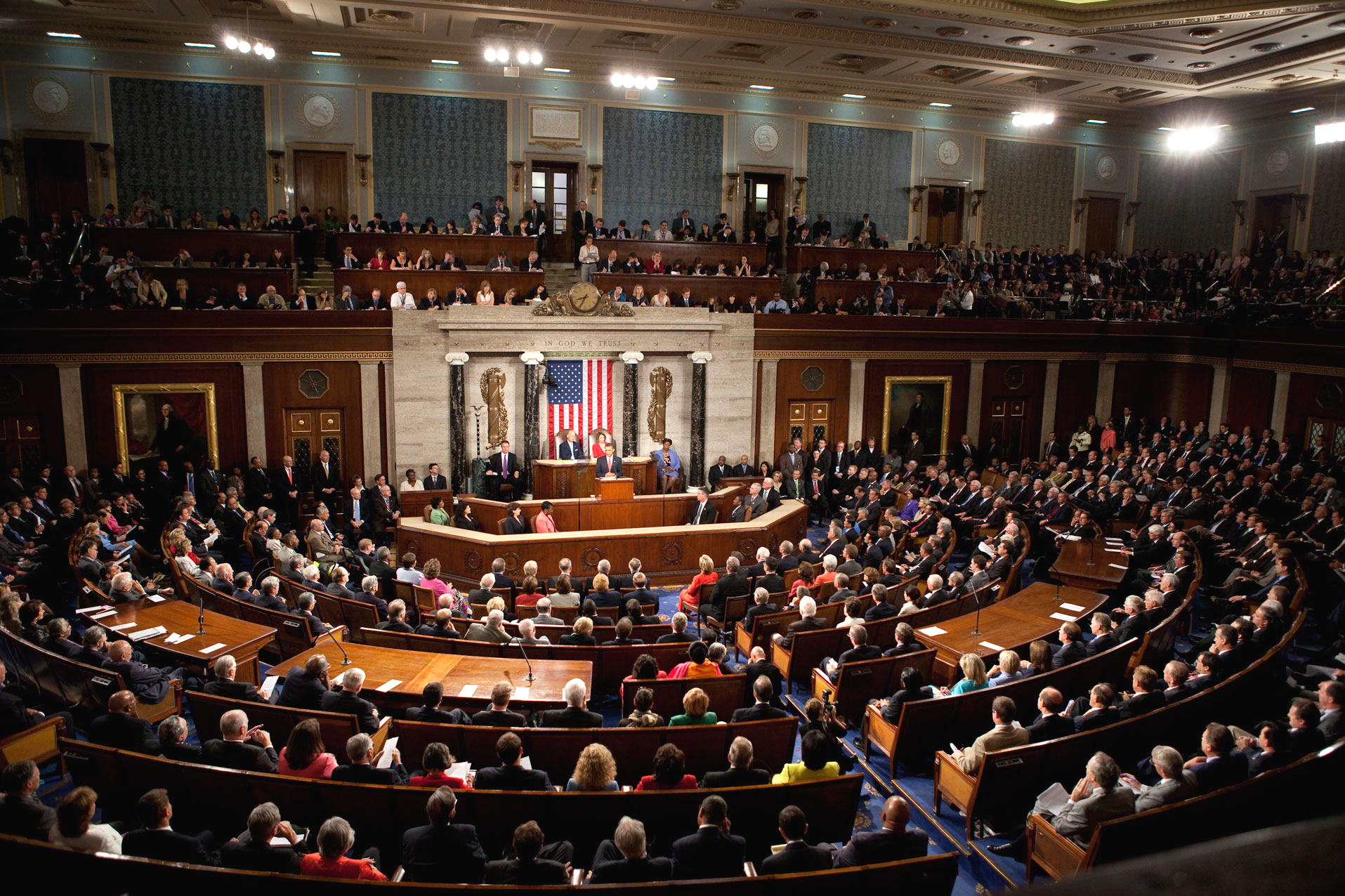
Zaal van het Amerikaanse Huis van Afgevaardigden

### 8 november
- Het Huis van Afgevaardigden, het Amerikaanse lagerhuis, stemt met nipte meerderheid in met een op plannen van Barack Obama (Democratische Partij) gebaseerd wetsontwerp voor de hervorming van de Amerikaanse gezondheidszorg.

### 9 november
- Leden van de terreurgroep Abu Sayyaf onthoofden, vlak voor het bezoek van Hillary Clinton (Democratische Partij) aan de Filipijnen, een door hen ontvoerde schooldirecteur op het zuidelijk eiland Jolo.
- Orkaan Ida eist tientallen doden in El Salvador. Overstromingen, modderstromen en aardverschuivingen dwingen president Mauricio Funes (FMLN) de nationale noodtoestand uit te roepen. Ida richt ook in Nicaragua heel wat schade aan.
- In de Duitse hoofdstad Berlijn wordt de val van de Muur herdacht, die exact 20 jaar eerder plaatsvond.

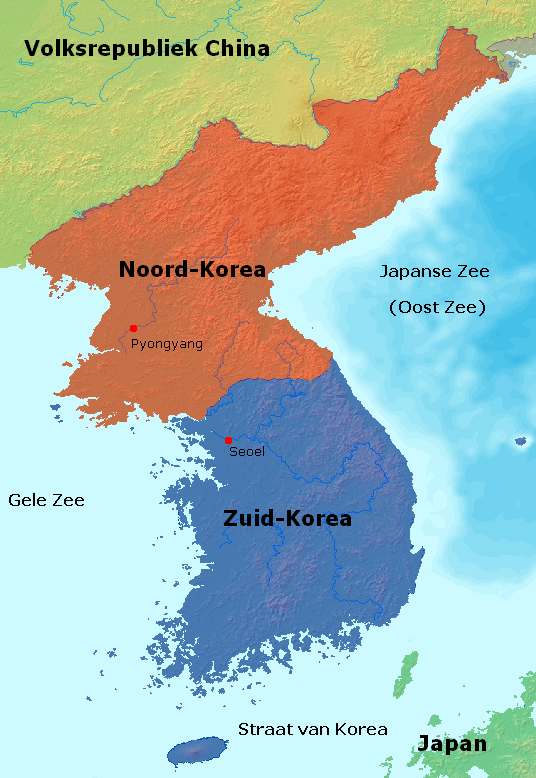
Kaart van het schiereiland Korea

### 10 november
- Aan de westkust van Korea komt het tot een schotenwisseling tussen schepen van Noord-Korea en Zuid-Korea. Zuid-Korea verklaart dat het noordelijke patrouilleschip zijn territoriale wateren was binnengedrongen. Noord-Korea ontkent dit.
- In Virginia (VS) wordt de Beltway Sniper John Allen Muhammad terechtgesteld met een dodelijke injectie.
- Bij de presidentsverkiezingen in Moldavië, door het parlement, is enige kandidaat Marian Lupu (Alliantie voor Europese Integratie) niet verkozen. Lupu kreeg te weinig stemmen doordat alle PCRM-parlementariërs weigerden mee te stemmen. In afwachting van een tweede ronde binnen dertig dagen blijft zijn partijgenoot Mihai Ghimpu interim-president.
- Erwin Mortier wint de AKO Literatuurprijs met zijn boek Godenslaap.
- Uitgavedatum (releasedatum) van de game Call of Duty: Modern Warfare 2 ontwikkeld door Infinity Ward en uitgegeven door Activision, het was het vervolg van de game Call of Duty 4: Modern Warfare.

### 12 november
- De Belgische minister van Defensie Pieter De Crem voert vanaf 1 januari 2010 de vrijwillige legerdienst voor jongeren in.
- Hans van Baalen wordt door de Nicaraguaanse regering van president Daniel Ortega (FSLN) verzocht het land te verlaten. De VVD-Europarlementariër had zich kritisch uitgelaten over het bewind in het land en zou volgens de regering het leger hebben gepolst over de mogelijkheid van een staatsgreep.

### 13 november
- Ruimtevaartorganisatie NASA maakt bekend dat het met de LCROSS-satelliet water heeft gevonden op de Maan. Wikinieuws
- Het Nederlandse kabinet bereikt een akkoord over het tarief voor de kilometerheffing die automobilisten vanaf 2012 zouden moeten gaan betalen als onderdeel van het plan Anders Betalen voor Mobiliteit.
- De hoofdverdachten van de aanslagen op 11 september 2001, onder wie het meesterbrein Khalid Sjeik Mohammed, komen nabij Ground zero voor de burgerrechtbank van New York.

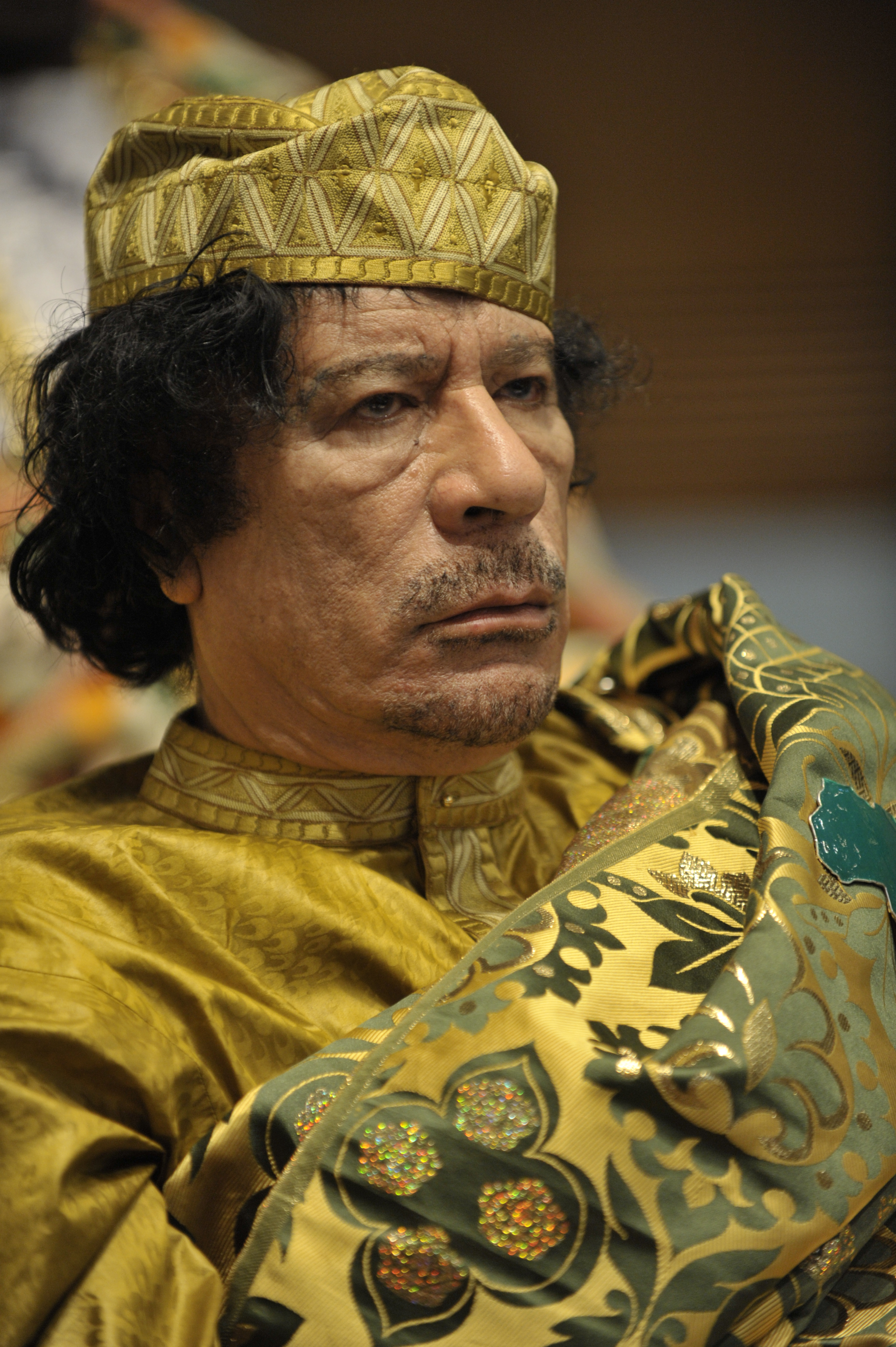
Moammar al-Qadhafi

### 15 november
- In Kosovo verlopen de gemeenteraadsverkiezingen zonder noemenswaardige incidenten. In hoofdstad Pristina gaat president Fatmir Sejdiu's LDK aan de haal met een absolute meerderheid van de stemmen. In tweede stad Prizren behaalt de PDK van premier Hashim Thaçi het meeste stemmen.
- In het Nederlandse SBS6-televisieprogramma Undercover in Nederland toont journalist Alberto Stegeman hoe hij zich makkelijk toegang heeft kunnen verschaffen tot Paleis Noordeinde, het werkpaleis van koningin Beatrix.
- De Libische leider Moammar al-Qadhafi nodigt tweehonderd jonge Italiaanse vrouwen uit voor een bijeenkomst in hun hoofdstad Rome. Ze rekenden op een luxe feest, maar in plaats daarvan krijgen ze een urenlang betoog van al-Qadhafi over de zegeningen van de islam.

### 17 november
- De Egyptische minister van Communicatie en Informatietechnologie Tarek Kamel registreert de eerste domeinnaam in het Arabisch alfabet op een internetconferentie georganiseerd door de Verenigde Naties.
- De VS en China willen toch dat de milieutop in de Deense hoofdstad Kopenhagen volgende maand uitmondt in een wereldwijd akkoord. Eerder leek dat niet mogelijk vanwege de strijdige belangen van veel landen.

### 18 november
- In zes Nederlandse fusiegemeenten vinden vandaag vervroegd gemeenteraadsverkiezingen plaats. In de meeste andere gemeenten vinden de verkiezingen plaats op 3 maart 2010. De VVD is de grote winnaar in Venlo. Rita Verdonk wint twee zetels in Zuidplas.
- Het VVD-Kamerlid Arend Jan Boekestijn stapt op nadat hij uitlatingen van koningin Beatrix die zij deed in een gesprek met een delegatie van de Tweede Kamer openbaar heeft gemaakt.

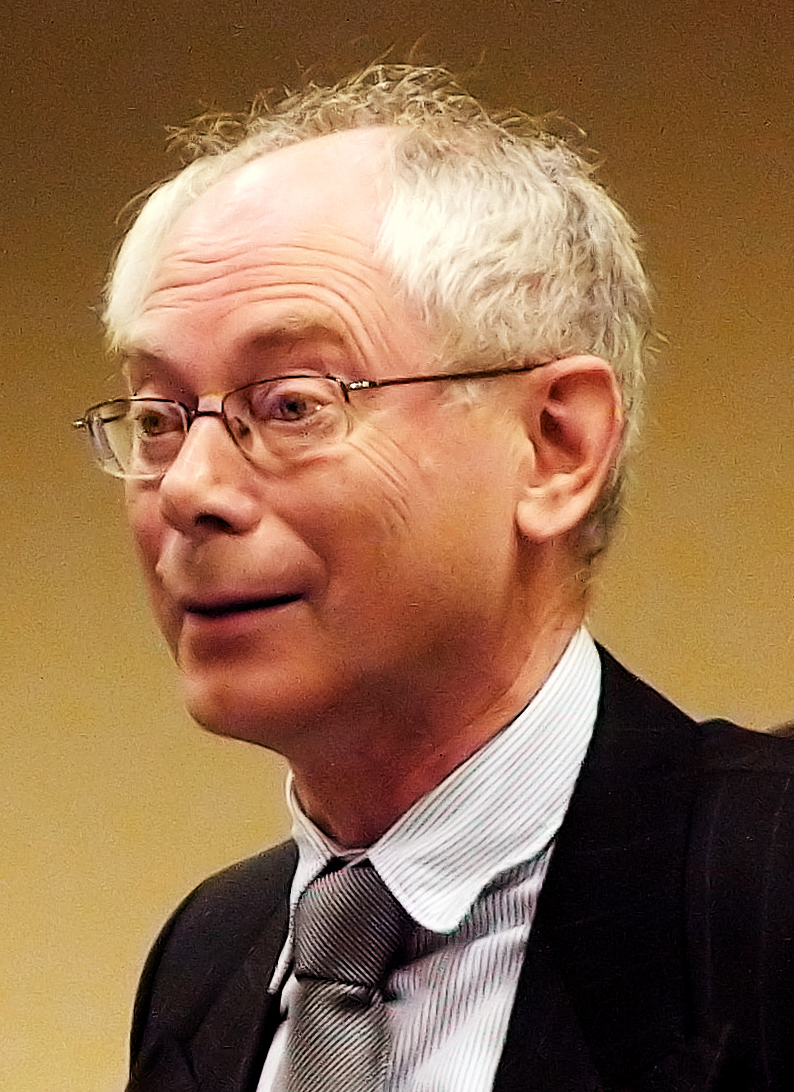
Herman Van Rompuy

### 19 november
- Belgisch premier Herman Van Rompuy (CD&V) wordt door de leiders van de EU-lidstaten in Brussel verkozen tot de eerste voorzitter van de Europese Raad.

### 20 november
- Bij CERN in Genève wordt de Large Hadron Collider (LHC) opnieuw opgestart. 's Werelds grootste deeltjesversneller moest in september vorig jaar al een paar uur na de initiële opstart worden stilgelegd vanwege problemen met de koelinstallatie.

### 21 november
- De 14-jarige Ralf Mackenbach wint namens Nederland het Junior Eurovisiesongfestival in de Oekraïense hoofdstad Kiev met het liedje Click clack.

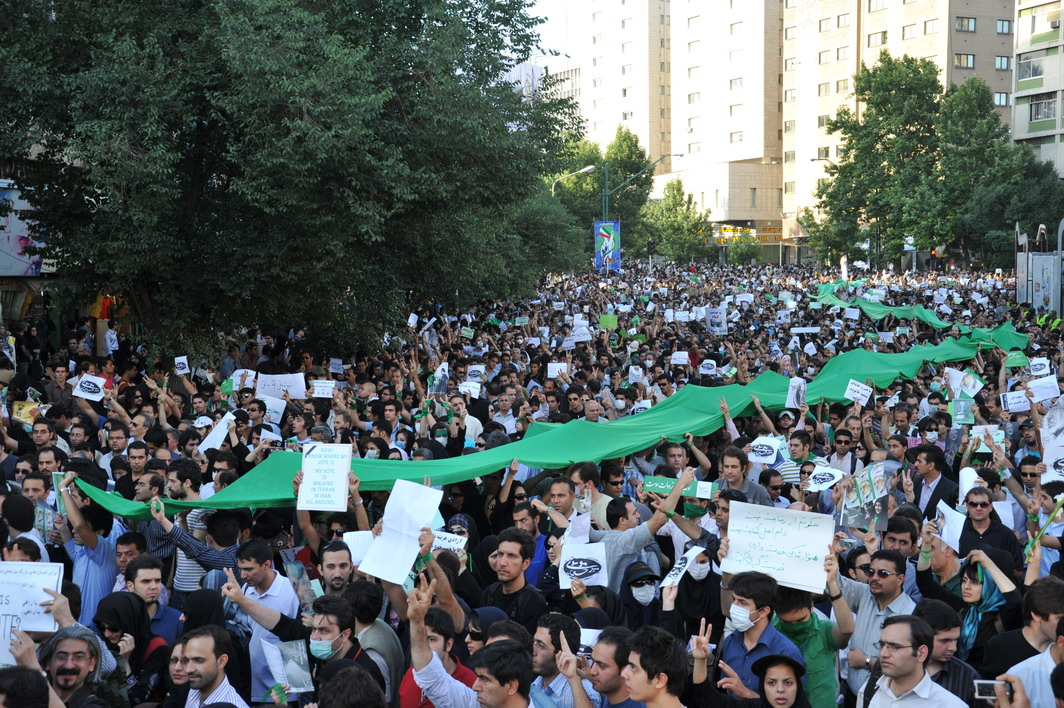
Iraanse verkiezingsprotesten in 2009

### 22 november
- Zittend president Traian Băsescu' (PD-L) wint met bijna een derde van de stemmen de presidentsverkiezingen in Roemenië. Omdat niemand een absolute meerderheid haalt is er echter een tweede ronde nodig, waarin Băsescu het zal opnemen tegen Mircea Geoană (PSD/PC).
- Voormalige vicepresident van Iran Mohammad-Ali Abtahi wordt tot zes jaar gevangenisstraf veroordeeld wegens zijn kritiek op de regering en het aanzetten tot massademonstraties na de presidentsverkiezingen in juni 2009.

### 23 november
- Regerend gouverneur Benigno Fitial (Verbondspartij) komt met 52% van de stemmen als winnaar uit de bus bij de tweede ronde van de gouverneursverkiezingen op de Noordelijke Marianen. Zijn tegenstander Heinz Hofschneider (Republikeinse Partij) haalt 48%. Pas op 7 december worden de resultaten officieel bevestigd. Bij de eerste ronde bedroeg het verschil tussen beide kandidaten slechts acht stemmen.

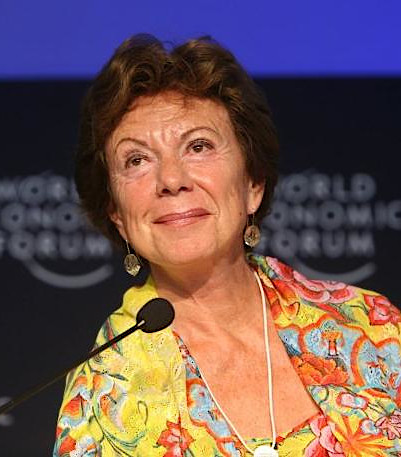
Neelie Kroes

### 24 november
- In de zuidelijke Filipijnse provincie Maguindanao heeft de politie minstens 46 lichamen gevonden. De vermoorde personen waren kort daarvoor ontvoerd door een groep gewapende mannen die gelinkt worden met de voormalig gouverneur Andal Ampatuan sr. en waren journalisten, aanhangers en familieleden van een van de tegenkandidaten van Ampatuans zoon bij de verkiezingen van 2010.
- Radovan Karadzic mag niet in beroep gaan tegen het besluit van de rechters van het Joegoslavië-tribunaal om hem een advocaat toe te wijzen. Volgens de rechters zorgt het beroep voor vertraging.
- Neelie Kroes wordt door de Nederlandse regering voorgedragen voor een nieuwe termijn als eurocommissaris.

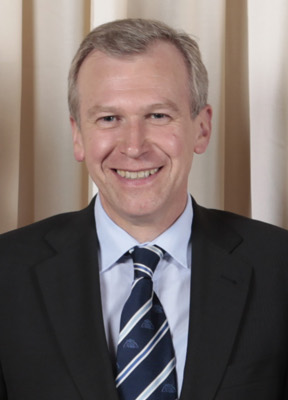
Yves Leterme

### 25 november
- In het Verenigd Koninkrijk start een door premier Gordon Brown (Labour Party) benoemd panel de ondervraging van hoge militairen naar hun verantwoordelijkheid in de Irakoorlog.
- Tijdens een referendum verwerpt Saint Vincent en de Grenadines met 55,6 % van de stemmen de ontwerptekst van een nieuwe grondwet, waarbij de monarchie zou worden opgegeven en de Britse koning vervangen door een ceremoniële president. Oppositiepartij NDP is tevreden met de uitslag.
- De aandeelhouders van bank en verzekeraar ING geven goedkeuring voor afsplitsing van onderdelen van het concern.
- Het linkse college in Nijmegen - bestaande uit GroenLinks, de Partij van de Arbeid en de Socialistische Partij - komt ten val naar aanleiding van een discussie over lastenverzwaring.
- Een rechtbank in Zwitserland bepaalt dat de Frans-Poolse filmregisseur Roman Polański op borgtocht vrijkomt.
- De Belgische koning Albert II benoemt Yves Leterme tot premier. Hij volgt Herman Van Rompuy op, die tot voorzitter van de Europese Raad is benoemd. De samenstelling van de nieuwe regering-Leterme II verschilt nauwelijks van de vertrekkende regering-Van Rompuy.
- Het emiraat Dubai verkeert in grote financiële problemen. De regering van het land laat weten dat Dubai World Central voor haar schuld van 59 miljard dollar een half jaar uitstel van betaling wil hebben.

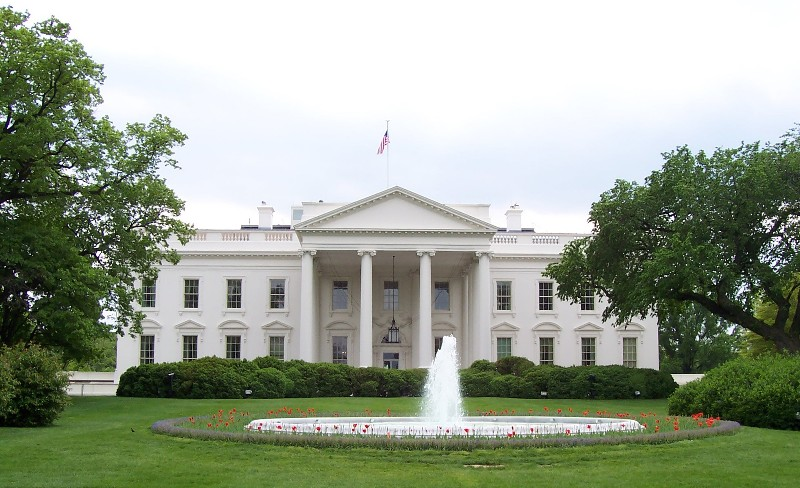
Het Witte Huis

### 26 november
- Rooms-katholieke aartsbisschoppen in Dublin hebben het wijdverspreide seksuele misbruik van kinderen door priesters jarenlang verdoezeld. Dat blijkt uit een onderzoek dat in opdracht van de Ierse regering is uitgevoerd.
- Een Amerikaans echtpaar weet onuitgenodigd binnen te komen bij een staatsdiner in het Witte Huis. Zij slagen erin met president Barack Obama en vicepresident Joe Biden op de foto te gaan.

### 27 november
- Bij een bomaanslag op de Nevski Express van Moskou naar Sint-Petersburg komen ten minste 26 mensen om. Ongeveer honderd reizigers raken gewond.
- De Duitse minister van Werk en Sociale Zaken, Franz Josef Jung, die in het voorgaande kabinet minister van Defensie was, biedt zijn ontslag aan. Hij raakte in opspraak omdat hij de Bondsdag verkeerd zou hebben ingelicht over burgerslachtoffers bij een bombardement in Afghanistan.

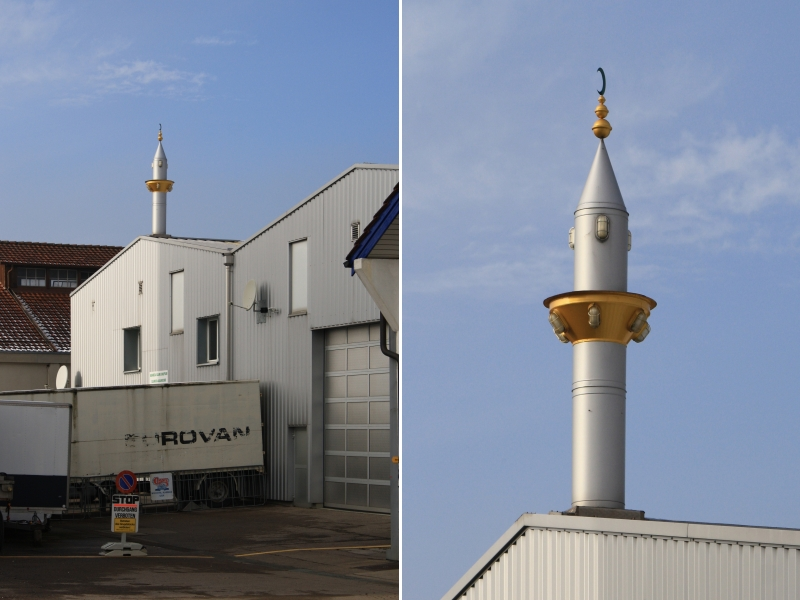
Een minaret in Zwitserland

### 29 november
- In een referendum stemt 57% van de Zwitsers voor een verbod op het bouwen van nieuwe minaretten in hun land. De vier minaretten die het land al telt, worden niet getroffen door de uitslag van het referendum, waarvan de organisatie was voorgesteld door de conservatieve Zwitserse Volkspartij.
- Teodoro Obiang Nguema Mbasogo (PDGE) komt met 96,7% van de stemmen als winnaar van de Equatoriaal-Guineese presidentsverkiezingen uit de bus. Obiang Nguema Mbasogo is al sinds 1979 president van het Spaanstalige oliestaatje. Oppositie en de internationale gemeenschap klagen over fraude.
- In Uruguay wint ex-guerrillaleider José Mujica van de socialistische Frente Amplio met 53% van de stemmen de tweede ronde van de presidentsverkiezingen. Zijn tegenstander Luis Alberto Lacalle, van de conservatieve Nationale Partij, moet het doen met een kleine 43% van de stemmen.
- De Hondurese presidentsverkiezingen worden gewonnen door Porfirio Lobo Sosa van de conservatieve PNH. De in juni afgezette president Manuel Zelaya (PLH), die momenteel in de Braziliaanse ambassade in de hoofdstad Tegucigalpa verblijft, erkent de verkiezingen niet.

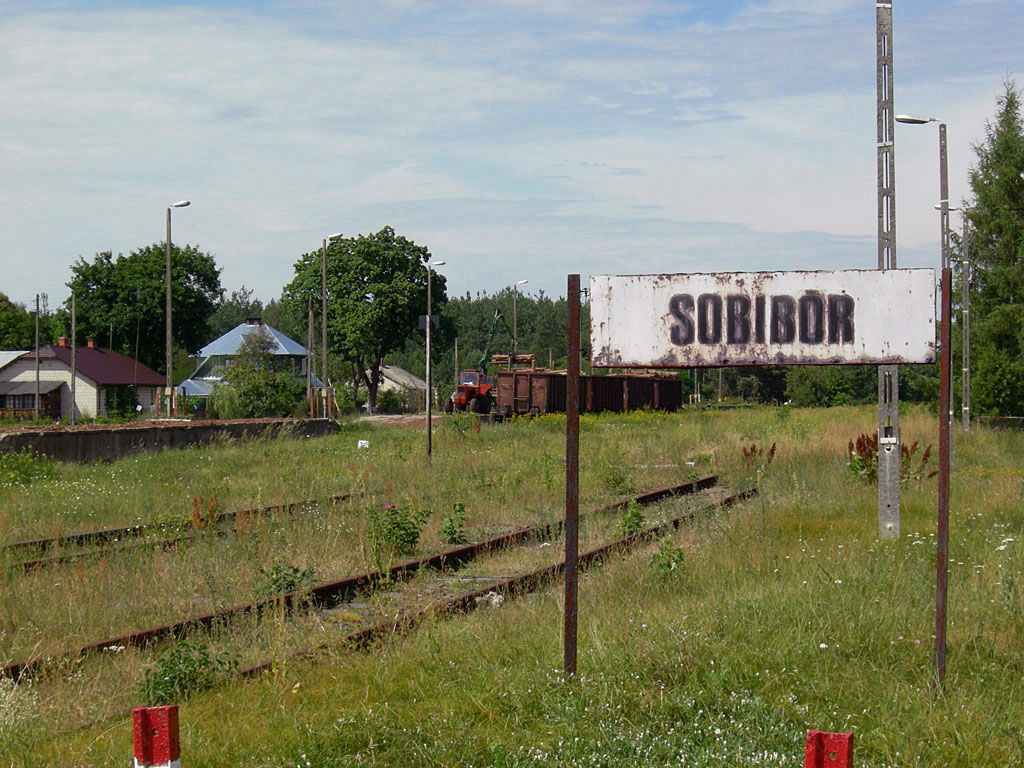
Sobibór

### 30 november
- In München gaat het proces tegen de 89-jarige John Demjanjuk van start. Hij wordt ervan verdacht bewaker in het vernietigingskamp Sobibór te zijn geweest en daarom wordt hem medeplichtigheid aan de moord op ten minste 27.900 Joden ten laste gelegd.
- In Genève vindt een ministersconferentie van de Wereldhandelsorganisatie (WTO) plaats. Ongeveer 200 van 3000 betogers richtten een enorme ravage aan waarbij vitrines van juwelierszaken, banken en hotels aan stukken werden geslagen en auto's in brand werden gestoken. De politie kwam tussenbeide met traangasgranaten, rubberkogels en een waterkanon.
- De Vanuatuaanse premier Edward Natapei (Vanua'aku Pati) moet ontslag nemen nadat hij driemaal naliet het parlement op de hoogte te stellen van zijn afwezigheid op de zitting. Natapei was in Trinidad en Tobago voor de tweejaarlijkse bijeenkomst van het Gemenebest van Naties. Er wordt deze week wellicht een premierverkiezing voorzien.

← · januari · februari · maart · april · mei · juni · juli · augustus · september · oktober · november · december ·  →